# 酸水素ガス
酸水素ガス（さんすいそガス）は、水素 (H2) と酸素 (O2) の混合気体で、モル分率は水と同じ 2:1 とするのが典型的である。耐火物製造時のトーチやガス溶接の燃料に使われている。酸化炎となるのを防ぐには、水素の比率を高め 4:1 から 5:1 にする。

## 特徴
酸水素ガスは温度が発火点になると自発的に燃焼する。水素と酸素が 2:1 の混合ガス（水素爆鳴気）は、常圧において発火点が約 570 °C となる。そのような混合気体へ着火するのに必要なスパークの最小エネルギーは、約20マイクロジュールである。常温常圧では、水素が体積の4%から95%を占めている場合、酸水素ガスは燃焼可能である。
ひとたび着火すると、この混合気体は発熱反応により水蒸気へと変わり、その発熱によって反応が持続する。1モルの水素の燃焼につき 241.8 kJ のエネルギー（低発熱量）を発生する。発生する熱エネルギーの量は燃焼の形式に影響されないが、炎の温度は変化する。酸素と水素の組成を正確に調整すると炎は最高で約 2800 °C となり、大気中で水素ガスを燃やしたときより 700 °C 高い。混合比率が 2:1 でない場合や、窒素のような不活性気体が混ざっている場合、熱がより大きな体積へ拡散するため、温度が低くなる。

## 製法
2:1 の正規組成の酸水素ガスは、水の電気分解で生成できる。これは電流によって水分子を次のように分解するものである。
電気分解
{\displaystyle {\ce {{2H2O}-> {2H2}+ O2}}}
燃焼
{\displaystyle {\ce {{2H2}+ O2 -> 2H2O}}}
1800年、ウィリアム・ニコルソンが初めてこの方式で水を分解した。酸水素ガスを生成するのに要するエネルギーは、常にその燃焼によって得られるエネルギーよりも多い。

## 用途

ライムライトは高温の熱源として酸水素ガスの炎を使っている。

### 照明
酸水素ガスは、ライムライトなどのガス灯で使われている。ライムライトの場合、酸水素ガスの炎を使って石灰片を熱し、それによって発する白熱光を照明に使う。酸水素ガスは爆発性があるため、ライムライトは電気による照明に置き換えられていった。
白金は融解温度が高く (1768.3 °C)、かつてはそのような温度の炎としては酸水素ガスしかなかったため、白金細工に酸水素ガスのトーチが使われていた。この技法も今では電気アークに置き換えられた。

### 酸水素ガス吹管

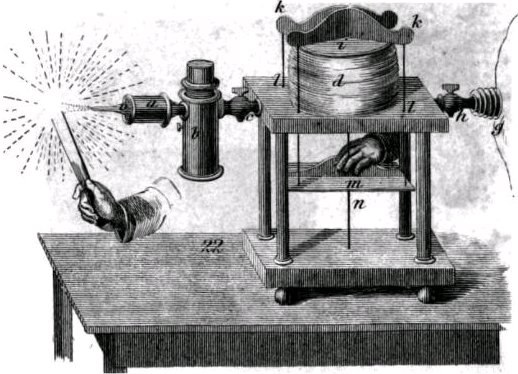
19世紀の鞴式酸水素ガス吹管。2種類の逆火防止装置付き。

酸水素ガス吹管はイングランドの鉱物学者エドワード・ダニエル・クラークとアメリカ合衆国の化学者ロバート・ヘアが19世紀初めに開発した。高温の炎で白金や陶磁器や耐火煉瓦といった耐火物を溶かすことができ、様々な科学の分野で器具として使われていた。

### 酸水素ガストーチ
酸水素ガストーチは酸素混合ガストーチの一種で、燃料としての水素ガスを酸化剤としての酸素ガスとともに燃焼させるものである。金属、ガラス、熱可塑性樹脂の切断や溶接に使われる。ガラス工芸で火磨きをするのに使われている。火磨きとは、ガラス表面を少し溶かして微細な傷をなくし、表面が輝くようにする技法である。
アセチレンやアーク溶接がよく使われるようになっているため、酸水素ガストーチの利用は少なくなっているが、特定用途では今も使われている。

### 水トーチ
水トーチ (Water Torch) は、直流電源装置と電気分解槽と圧力計と逆火防止装置で構成される携帯可能な酸水素ガストーチである。水を電気分解して酸水素ガスを生成し、その場で燃焼させるため、ガス用タンクが不要である。1962年、Henes Manufacturing Co. の William Rhodes と Raymond Henes が設計したのが最初で、これを "Water Welder"（水溶接機）という商標で発売した。皮下注射用の注射針はもともとこのトーチの先端に使われていた金具が原形とされている。

## 疑似科学
酸水素ガスは、水を燃料とする自動車といった怪しげな装置との関連で言及されることが多い。Yull Brown という「詐欺師」「妄想家」と称される技術者がそのような装置を売り込む際に酸水素ガスをブラウンガス (Brown's Gas) という名で呼んでいたため、それが酸水素ガスの別名にもなっている。また似非物理学者 Ruggero Santilli の行っていた主張からHHOガスとも呼ばれる。アメリカの発明家スタンリー・メイヤーは、水を電気分解してブラウン・ガスを作り、それを燃料にして自動車のエンジンを回すことで、100%以上のエネルギー効率を実現できると主張していた。
最も一般的かつ決定的な反論は、水を電気分解するのに要するエネルギーは酸水素ガスを燃焼して得られるエネルギーより大きいというもので、この手の装置は燃料効率を下げることはあっても、上げることはない。
日本においても日本テクノ株式会社社長の大政龍晋が、水を低周波で撹拌しながら電気分解して得られた混合気体を酸水素ガスあるいは「OHMASA-GAS」と名づけ、爆鳴気よりも安定で安全なエネルギー効率が高い燃料であるとして発明を主張している。通常の電気分解で得られるガスと違い、水クラスターが多く含まれているため爆発しないことが、首都大学東京大学院理工学研究科により判明したと主張している。また、電気分解に要する電気エネルギーよりも、ガスの燃焼によって得られるエネルギーのほうが大きいと説明している報道がいくつか存在するが、燃焼させた場合に取り出せるエネルギーは電気分解に必要としたエネルギーの約50%に留まることが環境省 地球温暖化対策技術開発事業の検証実験で確認されている。また、エネルギー密度も都市ガスの1/5程度でされ優位性がないとされる。燃料電池の燃料としては反応の持続性や制御に問題があるとされ、仮にそれらの問題が解決しても、発電よりも燃焼のほうが優先的におこるので電気出力を得ることは困難であるとされた。